# Gai Calpurni Pisó Frugi
Gai Calpurni Pisó Frugi (en llatí Caius Calpurnius Piso Frugi) va ser un magistrat romà. Formava part de la gens Calpúrnia, una antiga família romana d'origen plebeu.
Era fill de Luci Calpurni Pisó Frugi (Lucius Calpurnius Piso Frugi), que va ser pretor l'any 74 aC. Es va casar amb Tul·liola, la filla de Ciceró l'any 63 aC, a la que havia estat promès alguns anys abans, el 67 aC.
Durant el consolat de Cèsar, l'any 59 aC va ser acusat per Luci Vetti de ser un dels conspiradors que preparaven un pla contra la vida de Gneu Pompeu. L'any 58 aC va ser qüestor i va utilitzar el seu càrrec per influir en la tornada del seu sogre del desterrament. El 57 aC no va anar a les províncies del Pont i Bitínia que li havien estat concedides, per poder veure el retorn de Ciceró, però va morir a l'estiu d'aquell any, molt poc abans que tornés de l'exili, abans del 4 de setembre del 57 aC, quan va arribar a Roma. Ciceró el menciona molt sovint, agraït pels esforços que va fer perquè pogués tornar.